# Josep Marco
Josep Marco i Ferrís (Algemesí, la Ribera Alta, 1665-1732), conegut com el Penjadet, va ser un oficial austriacista valencià o maulet.
El 6 de gener de 1706 intervingué al Combat de Burjassot, on gràcies a la seva reacció, cabdellant una partida de 400 maulets que es retiraven desordenadament, aconseguí aturar la càrrega de la cavalleria borbònica i cobrir la retirada del gruix de les tropes austracistes.
El 10 de febrer de 1706 va ser nomenat, a València, comandant d'una companyia de fusellers pel general en cap de l'exèrcit austracista, l'anglès Peterborough. El 18 d'abril del mateix any és defensant Xàtiva a les ordres del general Joan Baptista Basset, on se l'esmenta com "el coronel de fusellers Marco".
Després de la batalla d'Almansa, els cronistes borbònics Josep Vicent Ortí i Major i Josep Manuel Planes, en parlar del setge de Xàtiva de 1707, es refereixen a ell i els seus homes com una colla de lladres vinguts de la Marina. Pocs dies abans del setge, Marco i els seus homes, uns 400, arribaren a Xàtiva per donar suport a la milícia i la resta de forces que dirigia l'aragonès Miguel Purroi. Marco fou aclamat pels de Xàtiva, ja que a penes disposaven de municions i aquest en porta una gran quantitat. Josep Marco i els seus miquelets lluitaren durant tot el setge, primer en la ciutat i després en el castell, però quan els anglesos decidiren capitular, Marco trencà el setge la nit abans i fugí amb els seus homes i 200 xativins més que s'uniren a ell. El coronel Marco tenia com a punt base el castell de Dénia, des d'on en un radi de 8 a 10 llegües feia emboscades i assalts contra combois borbònics, i portava queviures, bestiar i molts presoners a la plaça de Dénia. Les tropes de què disposava eren els seus fusellers (miquelets) valencians, així com contingents de voluntaris formats per maulets i soldats portuguesos que havien sobreviscut a la batalla d'Almansa. Una de les seves accions més destacades en aquell període fou l'assalt al castell de Guadalest (11 d'abril de 1708).
Marco continuà la lluita al Principat de Catalunya. Així el 1713 ja estava al setge de Barcelona, on va comandar, amb el grau de capità, la seua pròpia companyia, coneguda com la Companyia de Voluntaris d'en Josep Marco "el Penjadet". El 1713 eixí amb la seua cavalleria per sumar-se a les forces del Marquès de Poal i el diputat militar. Poc després ja estava en Barcelona de nou, on participà en els combats de la Creu Coberta, i va rebre després la felicitació d'Antoni Villarroel pel paper que hi jugà. De nou tornà a eixir de Barcelona en l'expedició d'Antoni Francesc de Berenguer i de Novell a Alella, on quedaren aïllats el 5 d'octubre. Però dos dies després aconseguí obrir-se pas amb un grup de combatents i retornar a la capital. Finalment, el 8 de febrer de 1714 amb els capitans Josep Badia i Adjutori Segarra, travessà, una altra vegada, el cordó del setge de Barcelona i s'uní a les forces d'Amill primer, després a les d'Antoni Puig i a les Antoni Valls finalment per continuar la lluita a Tarragona, al cap d'uns 400 homes.

## Les tropes de Josep Marco
Les tropes que comandava Marco eren de cavalleria, la qual cosa explica la rapidesa dels seu moviments. Com a tropes no regulars que eren, no hi ha constància que tingueren un uniforme clarament definit. Soldats no professionals i poc experimentats al principi de la guerra, les tropes de Marco eren al final de les més veteranes i experimentades. El nombre girà sempre al voltant de 400, als quals s'hi anaren afegint nouvinguts que substituïen les baixes. Al final de la guerra, però, Marco i els seus homes ja no disposaven de cavalls, per la qual cosa es convertiren en una unitat de fusellers. Segons Hernàndez i Riart, durant el darrer any de la guerra, ja no eren més de 40. Per això el 1714 finalment s'integraren en altres unitats.

## Memòria
Josep Marco va morir al seu poble natal. El va sobreviure la seua dona, Teresa Insa. No se'n coneixen descendents. L'Asociación Napoleónica Valenciana, amb seu a Algemesí, ha reconstruït la partida de miquelets valencians d'En Josep Marco amb la intenció de rendir-li homenatge i fer conèixer la seva figura. El grup de recreació històrica està format per 60 persones: 52 miquelets i 8 civils.